# Unifikacija (informatika)
U logici i računarstvu, posebno automatizovanom zaključivanju, unifikacija je algoritamski proces rešavanja jednačina između simboličkih izraza, svaki u obliku Leva strana = Desna strana. Na primer, koristeći x,y,z kao promenljive i uzimajući f kao neinterpretiranu funkciju, skup jednostrukih jednačina { f(1,y) = f(x,2) } je sintaksički problem objedinjavanja prvog reda koji ima zamenu { x ↦ 1, y ↦ 2 } kao njeno jedino rešenje.
Konvencije se razlikuju po tome koje vrednosti mogu da imaju promenljive i koji izrazi se smatraju ekvivalentnim. U sintaksičkom objedinjavanju prvog reda, promenljive su u opsegu članova prvog reda, a ekvivalentnost je sintaksička. Ova verzija objedinjavanja ima jedinstveni „najbolji“ odgovor i koristi se u logičkom programiranju i implementaciji tipskih sistema programskog jezika, posebno u Hindli–Milnerovim algoritmima za tipsko zaključivanje. U objedinjavanju višeg reda, moguće ograničenom na objedinjavanje paterna višeg reda, termini mogu uključivati lambda izraze, a ekvivalentnost je do nivoa beta redukcije. Ova verzija se koristi u pomoćnicima za proveru i logičkom programiranju višeg reda, na primer Isabelle, Twelf, i lambdaProlog. Konačno, u semantičkom objedinjavanju ili E-unifikaciji, jednakost je podložna osnovnom znanju i promenljive se kreću u različitim domenima. Ova verzija se koristi u SMT rešavačima, algoritmima za zamenu članova i analizi kriptografskih protokola.

## Formalna definicija
Problem ujedinjenja je konačan skup E={ l1 ≐ r1, ..., ln ≐ rn } jednačina koje treba rešiti, gde su li, ri u skupu {\displaystyle T} članova ili izraza. U zavisnosti od toga koji izrazi ili članovi su dozvoljeni u skupu jednačina ili problemu objedinjavanja, i koji se izrazi smatraju jednakim, razlikuje se nekoliko okvira unifikacije. Ako su promenljive višeg reda, odnosno promenljive koje predstavljaju funkcije, dozvoljene u izrazu, proces se naziva objedinjavanje višeg reda, inače se radi o objedinjavanju prvog reda. Ako je potrebno rešenje da obe strane svake jednačine budu doslovno jednake, proces se naziva sintaksičko ili slobodno ujedinjenje, inače semantičko ili jednačinsko ujedinjenje, ili E-unifikacija, ili teorija unifikacije po modulu.
Ako je desna strana svake jednačine zatvorena (nema slobodnih promenljivih), problem se naziva podudaranje (paterna). Leva strana (sa promenljivima) svake jednačine se naziva patern.

## Literatura
- Franz Baader and Wayne Snyder (2001). "Unification Theory". In John Alan Robinson and Andrei Voronkov, editors, Handbook of Automated Reasoning, volume I, pages 447–533. Elsevier Science Publishers.
- Gilles Dowek (2001). „Higher-order Unification and Matching”. Архивирано из оригинала 15. 05. 2019. г. Приступљено 06. 09. 2024.. In Handbook of Automated Reasoning.
- Franz Baader and Tobias Nipkow (1998). Term Rewriting and All That. Cambridge University Press.
- Franz Baader and de (1993). "Unification Theory". In Handbook of Logic in Artificial Intelligence and Logic Programming.
- Jean-Pierre Jouannaud and Claude Kirchner (1991). "Solving Equations in Abstract Algebras: A Rule-Based Survey of Unification". In Computational Logic: Essays in Honor of Alan Robinson.
- Nachum Dershowitz and Jean-Pierre Jouannaud, Rewrite Systems, in: Jan van Leeuwen (ed.), Handbook of Theoretical Computer Science, volume B Formal Models and Semantics, Elsevier, 1990, pp. 243–320
- Jörg H. Siekmann . Claude Kirchner (editor), ур. (1990). „Unification Theory”. Unification. Academic Press..
- Kevin Knight (март 1989). „Unification: A Multidisciplinary Survey” (PDF). ACM Computing Surveys. 21 (1): 93—124. CiteSeerX 10.1.1.64.8967 . S2CID 14619034. doi:10.1145/62029.62030.
- Gérard Huet and Derek C. Oppen (1980). "Equations and Rewrite Rules: A Survey". Technical report. Stanford University.
- Raulefs, Peter; Siekmann, Jörg; Szabó, P.; Unvericht, E. (1979). „A short survey on the state of the art in matching and unification problems”. ACM SIGSAM Bulletin. 13 (2): 14—20. S2CID 17033087. doi:10.1145/1089208.1089210.
- Claude Kirchner and Hélène Kirchner. Rewriting, Solving, Proving. In preparation.